# The Shadow
The Shadow (L'ombra) és una col·lecció de drames serialitzats, originalment a les novel·les pulp de la dècada de 1930 i més tard en diversos mitjans. El seu personatge principal ha aparegut a la ràdio, en una sèrie de revistes pulp de llarga durada, en còmics americans, tires còmiques, televisió, sèries, videojocs i almenys cinc llargmetratges. El drama radiofònic inclou episodis amb la veu d'Orson Welles.
The Shadow va aparèixer per primer cop el 31 de juliol de 1930, com el misteriós narrador del programa de ràdio Detective Story Hour, que va ser desenvolupat per augmentar les vendes del pulp magazine mensual de Street & Smith Detective Story Magazine. Quan els oients del programa van començar a demanar als quioscs còpies d'"aquella revista de detectius de The Shadow", Street & Smith van llançar una revista basada en el personatge i van contractar a l'escriptor Walter B. Gibson perquè creés un concepte que s'ajustés al nom i la veu i per escriure una història amb ell. El primer número de la sèrie pulp The Shadow Magazine va sortir a la venda amb data de portada 1 d'abril de 1931. A la sèrie impresa, The Shadow és Kent Allard, un famós aviador que, segons es diu, havia desaparegut en una tribu d'indis xinca a la península de Yucatán.

## Història de la publicació

### Origen del nom del personatge
Per augmentar les vendes de la seva Detective Story Magazine, Street & Smith Publications va contractar David Chrisman, de l'agència de publicitat de Ruthrauff & Ryan, i l'escriptor i director William Sweets per adaptar les històries de la revista a una sèrie de ràdio. Chrisman i Sweets van pensar que la següent sèrie hauria de ser narrada per un misteriós narrador amb una veu sinistra i van començar a buscar un nom adequat. Un dels seus guionistes, Harry Engman Charlot, va suggerir diverses possibilitats, com "The Inspector" o "The Sleuth". Aleshores, Charlot va proposar el nom ideal per al locutor fantasma: "The Shadow".
Així, a partir del 31 de juliol de 1930,"The Shadow" era el nom que es va donar al misteriós narrador del programa de ràdio Detective Story Hour. El narrador va tenir la veu inicialment de James LaCurto, que va ser substituït després de quatre mesos per l'actor Frank Readick Jr. Els episodis van ser extrets de la Detective Story Magazine publicada per Street & Smith, "l'editor de revistes pulp més antiga i més gran del país". Tot i que aquesta darrera empresa esperava que les emissions de ràdio fessin recuperar de la caiguda de vendes Detective Story Magazine, el resultat va ser Bastant diferent. Els oients van trobar el sinistre locutor molt més convincent que les històries no relacionades. Aviat van començar a demanar als distribuïdors de notícies còpies d'"aquella revista de detectius Shadow", tot i que no existia.

### La creació com a personatge literari distintiu
Reconeixent la demanda i responent-hi ràpidament, el director de circulació Henry William Ralston de Street & Smith va encarregar a Walter B. Gibson que comencés a escriure històries sobre "The Shadow". Utilitzant el pseudònim de Maxwell Grant i afirmant que les històries eren "dels anals privats de The Shadow" tal com se li va explicar, Gibson va escriure 282 de les 325 històries dels següents 20 anys: una història de novel·la dues vegades al mes (els dies 1 i 15). La primera història produïda va ser The Living Shadow, publicada l'1 d'abril de 1931.
La caracterització de Gibson de The Shadow va establir les bases de l'arquetip del superheroi, incloent imatges i títols estilitzats, companys, supermalvats i una identitat secreta. Vestit de negre, The Shadow operava principalment a la foscor com a vigilant en nom de la justícia, aterrint els criminals fent-los vulnerables. El mateix Gibson va afirmar que les inspiracions literàries en què s'havia inspirat eren Drácula de Bram Stoker i The House and the Brain d'Edward Bulwer-Lytton. L'historiador francès del còmic Xavier Fournier assenyala altres similituds amb una altra sèrie silenciosa, The Shielding Shadow, el protagonista de la qual tenia un poder d'invisibilitat, i considera que The Shadow és una barreja entre aquest personatge i el personatge francès de Judex. El primer episodi de la sèrie del darrer s'havia estrenat als Estats Units amb el títol de The Mysterious Shadow, i el vestit de Judex és similar al de The Shadow. A la dècada de 1940, algunes tires de The Shadow es van traduir a França com a aventures de Judex.
A causa del gran esforç que suposava escriure dues novel·les de llarga durada cada mes, es van contractar diversos escriptors convidats per escriure entregues ocasionals per tal d'alleugerir la càrrega de treball de Gibson. Entre aquests escriptors convidats hi havia Lester Dent, que també va escriure les històries de Doc Savage, i Theodore Tinsley. A finals de la dècada de 1940, el novel·lista de misteri Bruce Elliott (també mag) va substituir temporalment Gibson com a autor principal de la sèrie pulp. Richard Wormser, un lector de Street & Smith, va escriure dues històries de The Shadow.

### Fi de la revista i Belmont Books
The Shadow Magazine va deixar de publicar-se amb el número d'estiu de 1949, però Walter B. Gibson va escriure tres noves històries "oficials" entre 1963 i 1980. La primera va començar una nova sèrie de nou novel·les de The Shadow actualitzades de Belmont Books, començant per Return of The Shadow sota el seu propi nom. Els vuit restants: The Shadow Strikes, Beware Shadow, Cry Shadow, The Shadow's Revenge, Mark of The Shadow, Shadow Go Mad, Night of The Shadow i The Shadow, Destination: Moon—van ser escrites per Dennis Lynds, enlloc de Gibson, sota el pseudònim de Maxwell Grant. En aquestes novel·les, a The Shadow se li donen poders psíquics, inclosa l'habilitat del personatge de la ràdio "d'ennuvolar la ment dels homes", de manera que es tornava invisible per a ells; és més un mestre d'espies que un lluitador contra el crim en aquestes vuit novel·les actualitzades.
Les altres dues novel·les de Gibson van ser "The Riddle of the Rangoon Ruby", publicada l'1 de juny de 1979 a The Shadow Scrapbook (una publicació de fans) i "Blackmail Bay", publicat l'1 de febrer de 1980 a The Duende History of The Shadow Magazine (una publicació de fans).

### Seqüeles literàries i reinicis
The Shadow va tornar el 2015 a la novel·la autoritzada The Sinister Shadow, una entrada en la sèrie Wild Adventures of Doc Savage d'Altus Press. La novel·la, escrita per Will Murray, utilitzava material inèdit escrit originalment l'any 1932 pel creador de Doc Savage, Lester Dent, i publicat amb el pseudònim de Kenneth Robeson. Ambientada l'any 1933, la història detalla el conflicte entre les dues icones de la revista pulp durant una onada de crims provocada per un anell assassí de segrest-extorsió liderat pel misteriós cap criminal conegut com el Funeral Director.
Una seqüela, Empire of Doom, es va publicar el 2016 i té lloc set anys més tard, el 1940. L'antic enemic de The Shadow, Shiwan Khan, ataca el seu odiat adversari. Doc Savage uneix forces amb The Shadow per vèncer a Khan en una novel·la de Doc Savage escrita per Will Murray, a partir d'un concepte de Lester Dent.
El 2020, James Patterson Entertainment i Condé Nast Entertainment van anunciar una nova sèrie escrita per James Patterson i Brian Sitts. L'acord també inclou possibles adaptacions a la pantalla d'aquestes novel·les. La primera novel·la, The Shadow, publicada a 2021, serveix com a seqüela d'actualització amb alguns elements de ciència-ficció, portant a Lamont Cranston del 1937 al 2087 per lluitar contra Shiwan Khan en una Nova York futurista.

## Programa de ràdio

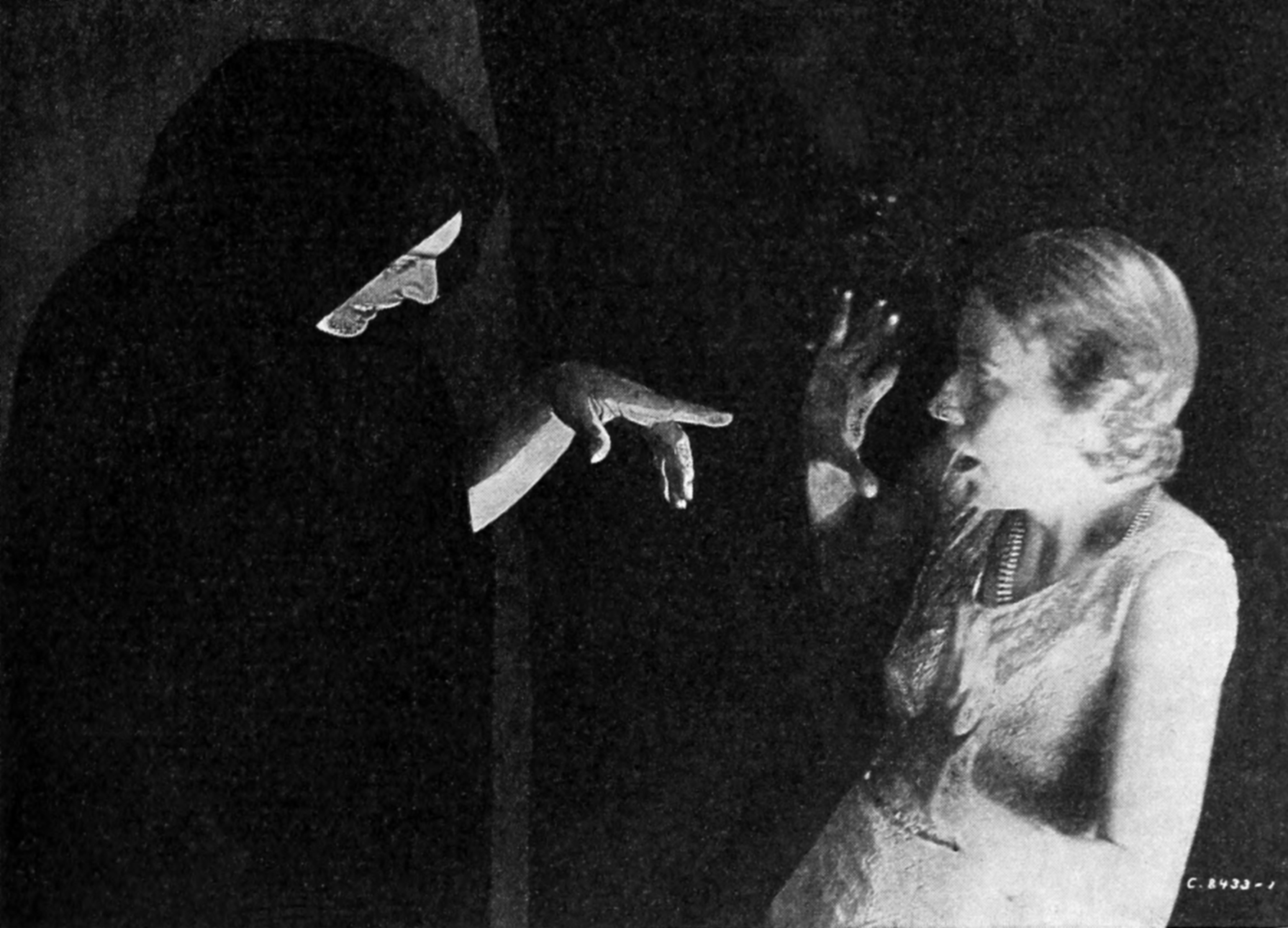
Fotografia promocional de The Detective Story Hour, amb James La Curto com The Shadow (1930)

A principis de 1930, Street & Smith va contractar David Chrisman i Bill Sweets per adaptar la Detective Story Magazine al format de ràdio. Chrisman i Sweets van pensar que el programa havia de ser presentat per un misteriós narrador. Un jove guionista, Harry Charlot, va suggerir el nom de "The Shadow". Així, "The Shadow" es va estrenar a les ones de CBS el 31 de juliol de 1930, com a presentador de la Detective Story Hour, narrant "històries de misteri i suspens de les pàgines de la primera revista de ficció policial." La major part del programa de ràdio va ser escrit principalment per Sidney Slon. El narrador va ser expressat per primera vegada per James La Curto, però es va convertir en una sensació nacional quan el veterà de ràdio Frank Readick, Jr. va assumir el paper i li va donar "una qualitat inquietant sibilant que va emocionar els oients de la ràdio".
Mentre funcionava com a narrador de The Blue Coal Radio Revue, el personatge va ser reciclat per Street & Smith l'octubre de 1931, per a la seva recentment creada Love Story Hour. The Shadow només va aparèixer als anuncis de The Shadow Magazine al final de cada episodi.
L'octubre de 1932, el personatge de la ràdio es va traslladar temporalment a NBC. Frank Readick Jr. va tornar a fer el paper de l'amfitrió de veu sinistra els dilluns i els dimecres, tots dos a les 18:30, amb La Curto fent torns ocasionals com a personatge principal.
Readick va tornar com a The Shadow per acollir una darrera antologia de misteri de CBS la tardor. La sèrie va desaparèixer de les ones de la CBS el 27 de març de 1935, a causa de la insistència de Street & Smith perquè el narrador de ràdio fos completament substituït pel mestre lluitador contra el crim descrit als pulps en curs de Walter B. Gibson.
Street & Smith va signar un nou acord de difusió amb Blue Coal el 1937, i aquell estiu Gibson es va associar amb el guionista Edward Hale Bierstadt per desenvolupar la nova sèrie. The Shadow va tornar a les ones de la xarxa amb l'episodi "The Death House Rescue" el 26 de setembre de 1937, a través de Mutual Broadcasting System. Així va començar el drama radiofònic "oficial", amb Orson Welles, de 22 anys, interpretant a Lamont Cranston, un "jove ric de la ciutat". Una vegada que The Shadow es va unir a Mutual com a sèrie de mitja hora els diumenges al vespre, el programa va ser emès per Mutual fins al 26 de desembre de 1954.
Welles no va dir la frase de la signatura: "Who knows what evil lurks in the hearts of men?" (Qui sap quin mal s'amaga al cor dels homes?). En canvi, Readick feia servir un got d'aigua al costat de la boca per a l'efecte d'eco. El famós eslògan anava acompanyat de les notes d'un fragment de l'Opus 31 de la composició clàssica de Camille Saint-Saëns, Le Rouet d'Omphale.
Després que Welles abandonés el programa el 1938, Bill Johnstone va ser escollit per substituir-lo i va donar veu al personatge durant cinc temporades. Després de la marxa de Johnstone, The Shadow va ser interpretat per actors com Bret Morrison (el mandat més llarg, amb un total de 10 anys en dues etapes), John Archer i Steven Courtleigh (els actors poques vegades eren acreditats).
The Shadow també va inspirar un altre èxit de ràdio, The Whistler, amb un narrador igualment misteriós.

## Influència en els superherois i altres mitjans
Quan Bob Kane i Bill Finger van desenvolupar per primera vegada Bat-Man, van modelar el personatge a partir d'homes misteriosos com The Shadow. Finger va utilitzar "Partners of Peril"—una història pulp de The Shadow escrit per Theodore Tinsley—com a base per a la història de debut de Batman, "The Case of the Chemical Syndicate". Finger va reconèixer públicament més tard que "el meu primer guió de Batman va ser l'enlairament d'una història de Shadow" i que "Batman estava escrit originalment a l'estil dels pulps Aquesta influència va ser encara més evident amb Batman mostrant poc remordiment per matar o mutilar criminals i no per sobre de fer servir armes de foc. Dècades més tard, el conegut escriptor de còmics Dennis O'Neil faria que Batman i The Shadow es trobessin a Batman nº 253 (novembre de 1973) i Batman nº 259 (desembre de 1974) per resoldre crims. Al primer, Batman va reconèixer que The Shadow va ser la seva influència més gran i en el darrer, The Shadow li revela a Batman que coneix la seva veritable identitat de Bruce Wayne però li assegura que el seu secret està segur amb ell.
Alan Moore ha acreditat The Shadow com una de les influències clau per a la creació de V, el personatge principal de la seva minisèrie de DC Comics V for Vendetta, que més tard es va convertir en un llargmetratge de Warner Bros. estrenat el 2006.
The Shadow també és una de les inspiracions de la sèrie de dibuixos animats de Disney de 1991-1992 Darkwing Duck.
El videojoc del 2015 Fallout 4 inclou una sèrie de missions centrada en un personatge anomenat "The Silver Shroud", un detectiu emmascarat que lluita contra el crim de programes de ràdio del vell món; el personatge es basa principalment en The Shadow.